# A mezőgazdaság kialakulása
A mezőgazdaság kialakulása alatt a földművelés és állattenyésztés megkezdése értendő, mely kb. 10 000 évvel ezelőtt indult. A nemzetgazdaság e fontos ága a termőföld hasznosítása útján állítja elő termékeit, melyek nyersen vagy feldolgozva kerülnek emberi fogyasztásra, illetve termelő felhasználásra. A mezőgazdasági termelés nagyságát és irányát nagyban befolyásolja a talaj és az éghajlat. Tágabb értelemben a mezőgazdaság fogalomkörébe sorolják még a halászatot és az erdészetet is. A halászattal, vadászattal, gyűjtögetéssel szemben a mezőgazdaság már célirányos, tudatos termelési tevékenység, ami eleinte csak kiegészítette a természetből nyert táplálékokat. Később aztán a természetes vegetáció megritkításával, gumós és lágyszárú növényi részek ültetésével jutottak terméshez. Több növényfaj termesztésbe vonása, valamint az állatfajok háziasítása jelentette az első nagy előrelépést.

## A háziasítás
Megjelenése óta az ember vadászatból, halászatból és gyűjtögetésből élt. Az emberiség élettere az őskőkor végén majdnem az egész, vegetációval takart földkerekségre kiterjedt, kivéve a zord sarkvidéki területet és a Csendes-óceán egyes szigeteit. A földművelés korszaka a jégkorszakbeli eljegesedés, lehűlés miatt nem egy időben kezdődött meg az egész Földön, hanem egymáshoz képest eltolódva. A jég elolvadása, a paleolitikum vége évezredeken át tartott. Miután ez a peremvidéken 10 000 körül kezdődött el, a jégtakaró csak 2000 évvel később vonult vissza Közép- és Észak-Európáig. 6000 körül Skandinávia teljesen jégmentes volt.
A jégpáncél olvadása miatt megemelkedett a tengerszint. A jégkorszak állatai, például a szibériai és észak-amerikai mamutok kihaltak, a rénszarvasok észak felé vándoroltak, a lovak, bölények megritkultak.
A fátlan tundra határa szintén észak felé tolódott, ezt előbb tűlevelű, később pedig lombos erdők követték. Ennek megfelelően a neolit forradalom törzsterülete a Közel-Keleten, Mezopotámiában, Egyiptomban és a Földközi-tenger medencéjének keleti részében volt.
A földművelés először 8000 körül kezdődött meg a Közel-Keleten, a „termékeny félhold” területén, a Zagrosz- és Toros-hegység azon dombos nyúlványain, melyek félkörben a Tigris- és az Eufrátesz-síkság kettős folyamvidékét fogják át. Majdnem egyidejűleg alakult ki a mezei termények célirányos művelése egymástól függetlenül a világ legalább három másik tájékán: Kelet-Ázsiában, Mexikóban és Peruban is.
A földművelés "megszületésének" helye, elterjedésének módja vitatott kérdés. A régészek egy része úgy véli, hogy a földművelés kialakulására több helyen egyidejűleg történt, így az ősi Európában, Törökországban, Mezopotámiában, Palesztinában és Egyiptomban.
A földművelés kialakulásának okát Gordon Childe brit tudós az utolsó jégkorszak után bekövetkezett drámai éghajlati változásokban jelölte meg, melyek oda vezettek, hogy a nagyobb embercsapatok egységesebben verődtek össze a még lakható, azaz nem kiszáradt és nem lepusztult vidékeken, így i.e. 4500 körül Egyiptomban, a Nílus völgyében. A lakosság összetömörülése és az élelmiszer szűkös volta kényszerítette volna az embereket a földművelésre. Más kutatók, így például Robert J. Braidwood, szerint azonban az éghajlati változások nem voltak oly mélyrehatóak. A földművelés Braidwood elméletében olyan kedvező területeken fejlődött ki, ahol az emberek, állatok és ehető növények régóta tartósan egymás mellett éltek.
Az őskőkor emberei a törzsszövetségeken belül eljutottak szellemi és fizikai fejlődésük határáig. Vívmányaik közé számítottak széles körű ismereteik a szerszámok, fegyverek, szállás, ruházat és edények készítéséhez szükséges anyagokról. Ezek a lehetőségek és élelmiszerforrások változásával módosultak. A vadászat technikái szintén változtak. Az addig elejtett állatok, a mamut és a rénszarvas helyébe sok kisebb faj, őstulok, vaddisznó, szarvas, őz és jávorszarvas lépett. A vadászat során zsákmányolt állatok – melyek vándorlását nem kellett követni, mert ezek állandóan ugyanazon a területen tartózkodtak – sokfélék voltak, s ez megkövetelte, hogy pontos ismereteik legyenek az állatok viselkedéséről és a táj nyújtotta más táplálékokról. A vadászok és gyűjtögetők az élelemválaszték bővülésével egyre jobban megismerték közvetlen környezetüket, így egyre nagyobb kínálat állt rendelkezésükre a növényi és állati táplálékból. Az így specializálódott gyűjtögetők a gazdag táplálékforrással rendelkező területeken többé-kevésbé meg tudtak telepedni. Másrészt a felesleges élelmiszerek tárolása nagyobb edényeket igényelt, melyek csak nehezen voltak szállíthatók.
A „termékeny félhold” területén nőtt egy szálas fűféle, a vadbúza, melynek magjai igen nagyok és könnyen learathatók voltak, s mely a nyugati világ legfontosabb kultúrnövénye lett. Így indult el a domesztikáció folyamata, azaz a vad forma átváltozása egy más jellegű, az emberi szükségletekhez alkalmazkodó kultúrformává ott, ahol a termékeny fűféle az egész területet beborító, zárt növényzetet alkotott. Ez a vadbúza olyan sűrűn nőtt, hogy abból – amint azt Jack R. Harlan növénykutató kísérletei bizonyították – puszta kézzel és még inkább kőkorszaki eszközökkel háromhetes érésidőn belül a történelem előtt idők gyűjtögető családja többet tudott learatni, mint amennyit egy évben felhasznált.
A földművelés és az állattenyésztés kialakulása nagyon biztonságos táplálkozási lehetőségeket nyújtott. Egyenes következményként valóságos népességrobbanás következett be: a paleolitikum végén, úgy 30 000 évvel ezelőtt – jóllehet a Homo sapiens már megtalálható az egész Óvilágban, Ausztráliában és Amerikában – 6 millió ember élt a Földön. A neolitikumban, i.e. 8000 és 6000 között már mintegy 80 millió.

## A földművelés előfeltételei
Az első, emberek által elvetett mezei termények különböző búza- és árpafajták voltak, így a kétsoros árpa és az egyszerű búza, illetve tönkebúza. A növények domesztikált formái egyértelműen különböznek a vad formától, a búza esetében olyannyira, hogy a megművelt növény az ember nélkül nem tudna tovább létezni.
Ezek a táplálékforrásban bekövetkezett változások nem egy célirányos beavatkozástól függtek, hanem az alkalmazkodás és a nem tudatos kiválasztás folyamatától, ahogy azt az újkőkorszak gyűjtögetői végezték.
A vadbúza rendelkezik azzal a természeti adottsággal, hogy az érett kalászok felbomlanak és a magok kihullanak. A hosszú toklászok révén az anyanövényből a magok messze hulltak, és a földet érést követően viszonylag szilárdan ültek a talajban. Valamennyi vadon növő fűfélének ez a tulajdonsága egyfajta „önültetési” folyamatot biztosít. Ami a természetben észszerű folyamat, az a vadbúza első gyűjtője számára hátrányt jelentett, mivel a magvak elhullása csökkentette a termést. Vagy éretlen gabonát kellett begyűjteni, vagy az érés idején nagy veszteségek keletkeztek.
De éppen ez a kellemetlen helyzet vezetett el a kultúrnövényhez. A domesztikáció a növény normálistól eltérő tulajdonságaira alapult. A genetikai hiányosságok miatt számos búzanövény nem tudta kalászait szétszórni és nem tudott szaporodni. Ezért az érés idején éppen ezekből a magokból nagyobb mennyiséget nyertek, mint a normálisokból. A betakarítás vége felé csak az elütő típusú növényeknek lehetett még magja.
A termésből a faluba történő beszállításakor valószínűleg sok elveszett. A magok szerencsés körülmények között kedvező talajba hullottak, kivált hogy az első települések mindig vízlelőhelyek közelében és a dombos vidéken növő vad formáktól jelentős távolságra álltak. A következő évben kihajtó növények többségükben nem szóródó fajták voltak és a falu közelében nőttek, tehát előnyösen aratták le őket. Ennek a nem tudatos szelekciónak állandó ismétlődése végül egyre nagyobb és termékenyebb búzaföldek kialakulásához vezetett, a falu közelében. Hasonló változás ment végbe minden egyes nem maghullató növény esetében, melyeket az ember gyűjtött. A döntő lépés a valóságos földművelés felé azután az értékes magvak megőrzésével és tervszerű vetésével következett be.
Az első növény, melyet i.e. 4000 körül Kínában termesztettek, a köles volt. Vad formája a Sárga-folyó középső folyásánál egy erdő nélküli területen, de termékeny lösztalajon nőtt. Már 4000 körül termesztettek Észak-Kína falvaiban muhart. Maguk a falvak, így Pan-Po, meglehetősen nagyok voltak (kb. 600 lakos). A szokásos vesszőfonatú, agyagból vert falú épületeket gyűrű alakú árok védelmezte, és a számos éléstár igen fejlett mezőgazdaságra utal.
Kína jelenleg legfontosabb kultúrnövényét, a rizst, melynek vad formája Dél-Kína szubtropikus éghajlata alatt nő, i.e. 3000 körül domesztikálták.
Még korábban volt földművelés Délkelet-Ázsiában. Thaiföldön az i.e. 7000 körüli időtől domesztikált lóbabot és egy borsófajtát találtak. Rizstermesztéssel valószínűleg már egy évezreddel a kínai művelés előtt foglalkoztak.
Egy időben kezdődött el a földművelés Mexikóban és Peruban. Mexikó kedvező előfeltételek birtokában volt, mert itt a föld a legeltérőbb természeti feltételekkel rendelkezett, és a sokféle talajminőség az élvezhető vad növények ugyanolyan sokféleségét biztosította. Ezek azonban – nem úgy, mint a Közel-Keleten – nem borították el az egész földterületet, úgyhogy a megtelepedő életmód csak jóval később következett be. 
Közép-Amerika legfontosabb élelmiszernövénye, mely az indián maja és azték kultúrák alapja lett, a kukorica volt. A legrégibb leletek az i.e. 5200-3400 közötti időszakból származnak. Még korábban domesztikálták a tököt és a babot. A neolitikus földművelés legrégibb amerikai leletei a Mexikói-öböl barlangjaiban, a Rio Grande-től délre találhatók (kb. i.e. 7000).
Peru magasan fekvő területén, amely gazdag vízben és vadban, feltehetően már i.e. 15 000 körül letelepültek vadászok és gyűjtögetők. A célirányos termesztés legrégebbi leletei kb. 5600-ra datálhatók. A csendes-óceáni partvidékek éghajlati sajátosságuknál fogva igen kellemetlen feltételeket nyújtottak a földművelésre; egyedül a tök tenyészett. A rendszeres termesztés ott csak 2500-ban következett el, miután a technikák és növények a felföldről a tengerpartra eljutottak.
A most már elegendő élelmiszer-kínálat, a kevesebb vadászbaleset és különösen a gyermekgyilkosságok – mely a nomád életmódot folytató vadászok esetében túlélési szükségszerűség volt – visszaszorulása következtében jelentősen gyarapodott a népesség. Egy-egy település lakosainak száma csakhamar meghaladta táplálék lehetőségeit, úgyhogy egyes csoportok elvándoroltak, miután megfelelő vidéket találtak új falu alapítására. A földművelés döntően lendítette előre az emberi képességek fejlődését, és ezzel a civilizáció alapjává vált.

## Állattenyésztés
Hasonló módon folyt az állatok háziasítása, jóllehet itt az ember által végzett tudatos tevékenység nagyobb szerepet játszott. A tenyésztés bizonyos alapelveit az őskőkori emberek már ismerhették, mivel a legjobb állatokat nem ölték meg, hanem a fajfenntartás céljából életben tartották.
Tökéletesített vadásztechnikák. Így egész csordáknak karámba terelése – ahol azokat könnyebben leölhették – vezetett végül is a házi állattartáshoz. Az első háziállat feltehetőleg a farkas volt, amiből még a neolitikum kezdete előtt lett a kutya, inkább a vadászati, mint táplálkozási célokból. A többi háziállatok – a kecske és a juh Perzsiában és Anatóliában i.e. 7000 körül – ezenfelül még azzal az előnnyel is rendelkeztek, hogy csordákban élő állatok voltak, tehát egy vezérállatot követtek. Az emberi szelekció a termékenyebb és engedelmesebb állatok javára fokozatosan pótolta a természetes kiválasztódást.
A mai Iránban a Perzsa-öböltől északra Ali-Kos helységben talált leletek háziasított kecskékről és juhokról tanúskodnak az i.e. 6500 körüli időből. Mindkét állatot nemcsak vágóállatként, hanem gyapjuk és tejük miatt is tartották. A sertések, melyeket 6000 körül domesztikáltak, igényes táplálékuk miatt és annál a tulajdonságuknál fogva, hogy betegségterjesztők, kisebb szerepet játszottak. Inkább kultikus jelentőségük volt Közel-Kelet régióiban az őstulkoknak, mint a férfiasság és az erő jelképeinek. 
A domesztikáció során a növények és az állatok ugyanúgy alkalmazkodtak az emberekhez és céljaikhoz, mint az ember saját kultúrtermékeihez. A vadászat és a gyűjtögetők korát a mezei termények első termesztése követte. Az állattenyésztéssel a kevert mezőgazdaság korszaka, továbbá azt követően az emberi formációknak földművelőkre és állattenyésztőkre történő szétválása kezdődött meg, a mindenkori eltérő kulturális jellegzetességekkel.
A paraszti kultúrák keretében fejlődtek ki azok a technikák és az emberi közösségek első struktúrái, melyek a korai magas kultúrákhoz vezettek. A mezőgazdaság fölöslegei lehetővé tették az egyes tevékenységek specializálódását, és a munkamegosztás olyan bonyolult feladatok megvalósítására nyújtott lehetőséget, melyekre egyes családok vagy vadászcsoportosulások nem lettek volna képesek, így például a mezőgazdaság intenzívebbé tétele öntözőberendezésekkel, védelmi berendezések építése és a papok és a harcosok különálló csoportjainak eltartása.